# Лэнгли
Лэнгли (англ. Langley) — невключённая территория (фактически — район) в статистически обособленной местности Мак-Лейн в округе Фэрфакс в штате Виргиния, США. Расположен в 13 км от столицы США Вашингтона и является его «спальным районом».
Лэнгли наиболее известен тем, что здесь находится штаб-квартира Центрального разведывательного управления США, также известная как Разведывательный центр имени Джорджа Буша. Название «Лэнгли» часто встречается как метонимия Центрального разведывательного управления. Комплекс зданий ЦРУ принадлежит правительству США. Основной комплекс зданий был отстроен в марте 1961 года. Новое здание штаб-квартиры было построено в 1991 году.
Помимо ЦРУ в Лэнгли находится Исследовательский центр шоссейных дорог Тёрнер-Фэрбэнк Федерального управления шоссейных дорог США (англ. Federal Highway Administration, FHWA) и колониальная ферма Клод Мур Службы национальных парков США. В Лэнгли также находится школа (англ. Langley High School), выпускником которой, в частности, был астронавт Дэвид Лоу.

## В популярной культуре
Дополнительную известность Лэнгли получил с середины 2000-х годов благодаря мультсериалу «Американский папаша!» от создателей мультфильма «Гриффины», а так же серии игр Far Cry из-за разведчика ЦРУ Уиллиса Хантли.